# Hyposmocoma straminella
Hyposmocoma straminella là một loài bướm đêm thuộc họ Cosmopterigidae. Nó là loài đặc hữu của Hawaii. Loài địa phương ở Kona, ở đó nó was collected on an altitude between 3,500 và 4,000 feet.